# Thân (thực vật)

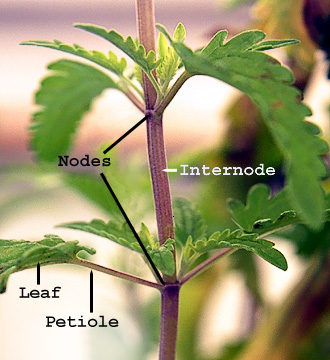
Thân cây cho thấy mấu và lóng cây cùng với lá

Thân cây là một trong hai trục kết cấu chính của thực vật có mạch, phần còn lại là rễ. Thân cây thường được chia thành các mấu và lóng. Các mấu giữ các chồi (nụ) mà từ đó phát triển thành một hoặc nhiều lá, quả hình nón, rễ, thân khác, hoặc hoa (cụm hoa); Các lóng cây tạo khoảng cách từ các mấu này đến mấu khác. Thuật ngữ "chồi cây (shoot)" thường hay bị nhầm lẫn với "thân (stem)", "chồi cây (shoot)" thường dùng để chỉ các cây non mới phát triển, bao gồm cả thân và các cấu trúc khác như lá hoặc hoa. Ở hầu hết các cây, thân thường ở trên mặt đất nhưng một số cây có thân ngầm. Thân cây tạo chồi và chồi cây và thường phát triển ở trên mặt đất. Bên trong thân cây, vật chất di chuyển lên và xuống các mô của hệ thống vận chuyển.
Thân cây có bốn chức năng chính, đó là:
- Hỗ trợ và giúp nâng cao lá, hoa và quả. Thân cây giữ lá trong ánh sáng và tạo nơi cho cây để giữ hoa và quả của nó.
- Vận chuyển chất lỏng giữa rễ và chồi cây bên trong xylem và phloem.
- Dự trữ các chất dinh dưỡng.
- Tạo ra các mô sống mới. Tuổi thọ bình thường của tế bào thực vật là từ một đến ba năm. Thân cây có các tế bào được gọi là mô phân sinh mà hàng năm tạo ra mô sống mới.

## Thuật ngữ chuyên môn dành cho thân cây
Các thân cây thường chuyên về dự trữ, sinh sản vô tính, bảo vệ và quang hợp, bao gồm các loại sau:
- Acaulescent (không thân cây) - được sử dụng để mô tả thân ở các cây mà có vẻ như là chẳng có thân. Trên thực tế những thân này rất là ngắn, lá có vẻ như mọc trực tiếp lên khỏi mặt đất, ví dụ như một số loài trong Chi Hoa tím.
- Arborescent (có dạng cây) – cây với thân gỗ bình thường với một thân cây duy nhất.
- Branched (nhánh) – thân cây trên cao được mô tả là phân nhánh hoặc không phân nhánh
- Bud (chồi) - chồi cây dạng phôi với phần chóp thân chưa trưởng thành.
- Bulb (củ thân hành) - thân chiều dọc dưới lòng đất với lá dự trữ có thịt kèm theo, ví dụ như hành tây, hoa thủy tiên vàng, hoa tulip. Củ thân hành thường có chức năng trong việc tái tạo bằng cách phân chia để tạo thành củ mới hoặc tạo ra các củ nhỏ hơn, gọi là củ con. Củ thân hành là một sự kết hợp của thân và lá vì vậy có thể sẽ tốt hơn nếu xem chúng là "lá" vì các lá này tạo nên những bộ phận lớn hơn.
- Caespitose (mọc thành bụi, cụm) - khi thân phát triển thành một đám rối hay lùm hoặc trong thảm thực vật thấp.
- Cladode (cành dạng lá, bao gồm cả phylloclade) – thân cây dẹt ít nhiều giống lá và chuyên dành cho quang hợp,[2] ví dụ: xương rồng đệm (xương rồng nopal).
- Climbing (dây leo) – thân bám hoặc quấn xung quanh các cây hoặc các công trình khác.
- Corm (củ giả thân hành) – thân dự trữ dưới mặt đất, ngắn và phình to, ví dụ như khoai nước, cây nghệ, lay ơn.
- Decumbent (bò sát đất) - thân cây nằm phẳng trên mặt đất và hướng lên tại điểm cuối.
- Fruticose (nhiều cây bụi) – thân cây phát triển như cây bụi và sống trên thân gỗ.
- Herbaceous (thân thảo) – thân không hóa gỗ, rụng vào cuối mùa sinh trưởng.
- Pedicel (cuống nhỏ) – thân cây với chức năng như cuống của hoa đơn trong một cụm hoa hoặc giai đoạn tạo quả của cụm hoa (infrutescence).
- Peduncle (cuống lớn) - thân cây hỗ trợ cho cả một cụm hoa.
- Prickle (gai) – phần phát triển sắc nhọn của lớp bên ngoài thân cây, ví dụ như hoa hồng.
- Pseudostem (thân giả) - thân cây giả hình thành từ các lớp lá cuộn, có thể cao đến 2 hoặc 3 m ví dụ như chuối.
- Rhizome (thân rễ) - thân ngầm nằm ngang có chức năng chủ yếu trong sinh sản và cả trong dự trữ, ví dụ như hầu hết các loài dương xỉ, diên vĩ.
- Runner (bộ phận của cây) - một loại thân bò lan, phát triển theo chiều ngang trên mặt đất và tạo rễ tại các mấu, hỗ trợ trong việc sinh sản. ví dụ dâu tây vườn, Chlorophytum comosumChlorophytum comosum.
- Scape (cán hoa) – thân cây có hoa mà mọc lên khỏi mặt đất và không có lá bình thường. Ví dụ như Hosta, Lily, diên vĩ, tỏi.
- Stolon (thân bò lan) - thân cây mọc ngang tạo ra các cây con có rễ tại các nút và phần cuối của nó, hình thành gần bề mặt của đất.
- Thorn (gai) - thân cây biến đổi với một điểm sắc nhọn.
- Tuber (củ) – thân cây dự trữ phình to dưới mặt đất phù hợp cho việc dự trữ và sinh sản, ví dụ như khoai tây.
- Woody (thân gỗ) – thân cây có kết cấu cứng với xylem thứ cấp.

## Cấu tạo trong

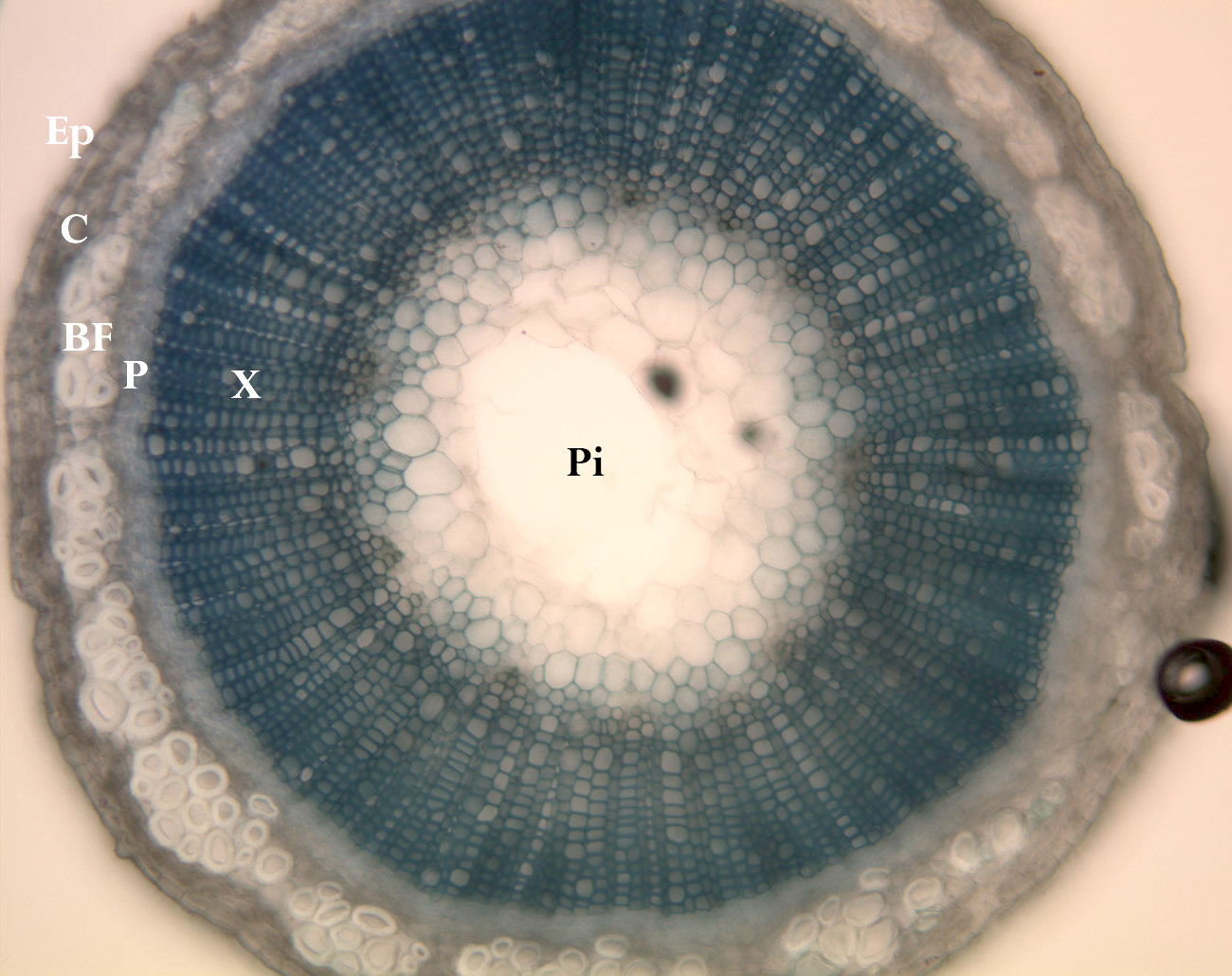
Mặt cắt ngang thân Cây lanh, Cho thấy vị trí các mô nằm bên dưới. Ep = Biểu bì; C = Vỏ; BF = Libe (Sợi vỏ); P = Phloem; X = Xylem; Pi = Lõi

Thân cây thường bao gồm ba loại mô, mô biểu bì, mô nền và mô mạch. Các mô biểu bì bao phủ các bề mặt bên ngoài của thân cây và thường có chức năng chống thấm, bảo vệ và kiểm soát sự trao đổi khí. Mô nền thường bao gồm chủ yếu các tế bào nhu mô và lấp đầy xung quanh mô mạch. Đôi khi nó còn có chức năng trong quang hợp. Mô mạch giúp vận chuyển khoảng cách xa và hỗ trợ về cơ cấu. Hầu hết hoặc tất cả các mô nền có thể bị mất đi ở thân gỗ. Các mô biểu bì của thân các loài cây thủy sinh có thể thiếu khả năng chống thấm mà được tìm thấy ở thân cây trên cao. Sự sắp xếp của các mô mạch rất đa dạng giữa các loài thực vật.

### Thân cây hai lá mầm
Thân cây hai lá mầm với phần tăng trưởng chính thì có phần lõi ở tâm, với bó mạch tạo thành một vòng riêng biệt có thể thấy được khi xem mặt cắt ngang thân cây. Bên ngoài thân được bao phủ bởi một lớp biểu bì, mà được phủ bởi một lớp cutin không thấm nước. Lớp biểu bì cũng có thể chứa các khí khổng để trao đổi khí, và các lông thân cây đa bào được gọi là trichome. Một lớp vỏ bao gồm lớp dưới biểu bì (hypodemis) (tế bào mô dày) và lớp vỏ trong (endodermis) (các tế bào có chứa tinh bột) hiện diện trên trụ bì và các bó mạch.
Cây hai lá mầm thân gỗ và không thân gỗ có sự sinh trưởng thứ cấp bắt nguồn từ mô phân sinh mặt bên hoặc là thứ cấp: các mạch phát sinh gỗ và lớp phát sinh bần hoặc tầng phát sinh bần lục bì. Mạch phát sinh gỗ hình thành giữa xylem (chất gỗ) và phloem (libe) trong bó mạch và kết nối để tạo thành một dạng hình trụ liên tục. Các tế bào mạch phát sinh gỗ phân chia để tạo ra xylem thứ cấp hướng vào bên trong và phloem thứ cấp hướng ra bên ngoài. Khi đường kính thân cây to ra do sự tạo thành xylem thứ cấp và phloem thứ cấp, phần vỏ và lớp biểu bì sẽ bị phá hủy. Trước khi phần vỏ bị phá hủy, một lớp phát sinh bần sẽ phát triển ở đó. Lớp phát sinh bần sẽ phân chia để tạo những tế bào bần chống thấm nước bên ngoài và đôi khi là các tế bào lục bì bên trong. Ba loại mô đó sẽ tạo thành lớp chu bì, thay thế lớp biểu bì về mặt chức năng. Những vùng của các nhóm tế bào lỏng lẻo trong lớp chu bì mà có chức năng trao đổi khí được gọi là lenticel.
Xylem thứ cấp có tầm quan trọng về mặt thương mại như gỗ. Sự biến đổi theo mùa về mặt tăng trưởng ở mạch phát sinh gỗ là những gì mà tạo ra vòng cây hàng năm ở vùng khí hậu ôn đới. Vòng cây là cơ sở của dendrochronology (phương pháp xác định tuổi bằng vòng cây), mà để xác định niên đại các vật bằng gỗ và các hiện vật có liên quan. Dendroclimatology là việc sử dụng vòng cây như các bản ghi chép về khí hậu trong quá khứ. Thân cây trên cao của một cây trưởng thành được gọi là một thân (trunk). Phần gỗ đã chết, thường có màu sẫm hơn về bên trong của một thân cây đường kính lớn được gọi là gỗ lõi và là kết quả của sự tạo chai. Ở bên ngoài, phần gỗ sống được gọi là dác gỗ.

### Thân cây một lá mầm

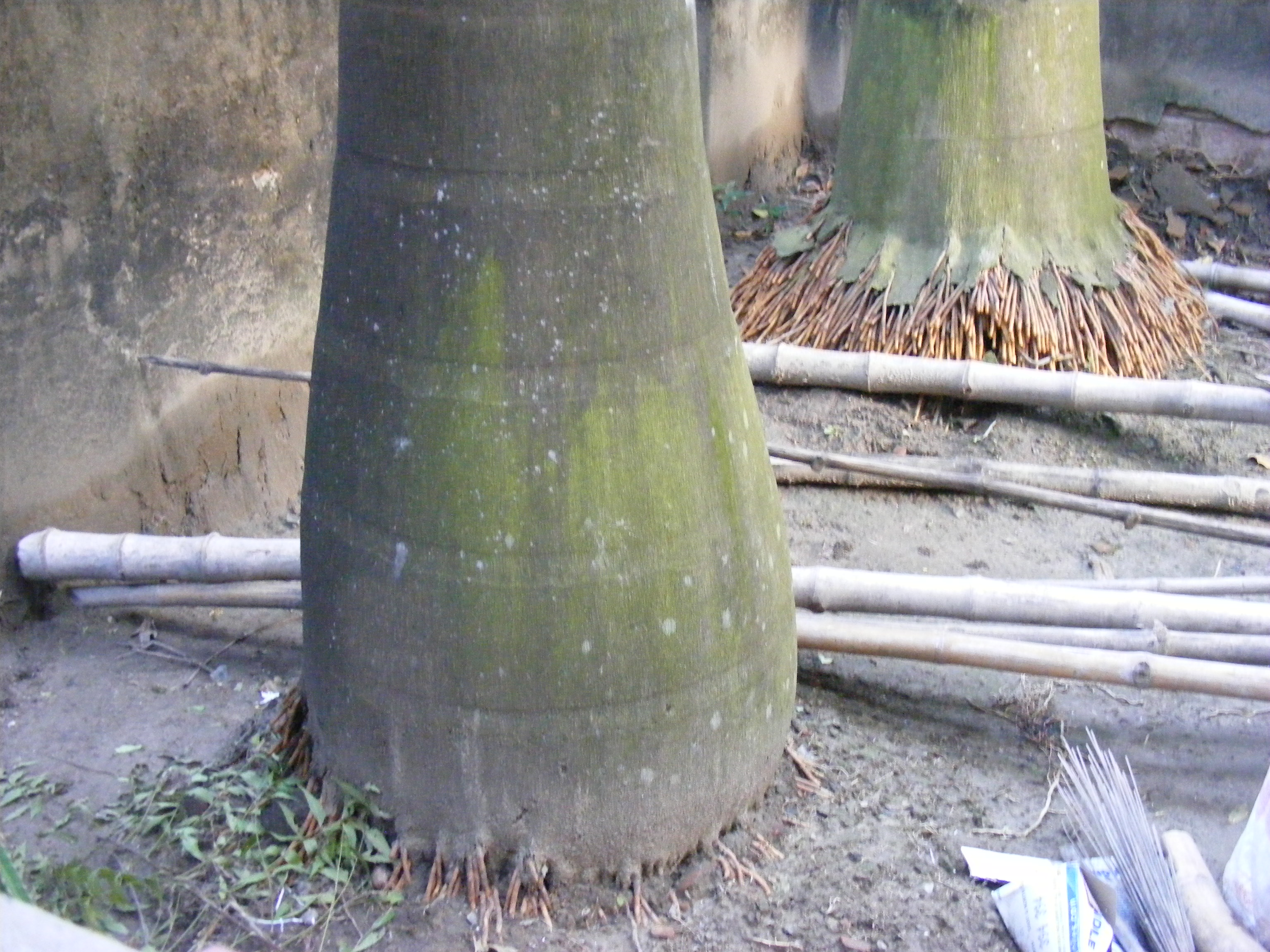
Thân của hai cây Cau vua cho thấy chỗ phình ra đặc trưng, các vết sẹo lá và rễ chùm. Kolkata, Ấn Độ

Các bó mạch hiện diện xuyên suốt các thân cây một lá mầm, mặc dù chúng tập trung về phía bên ngoài. Điều này khác với thân cây hai lá mầm ở chỗ chúng có một vòng các bó mạch và thường không nằm ở phần tâm. Phần ngọn của chồi cây ở thân cây một lá mầm thường phát triển dài ra. Phần bẹ lá phát triển xung quanh và bảo vệ nó. Điều này đúng với hầu hết các cây một lá mầm. Cây một lá mầm hiếm khi tạo ra phần tăng trưởng thứ cấp và do đó ít khi là thân gỗ, nhưng với các loài cọ và tre lại là trường hợp ngoại lệ đáng chú ý. Tuy nhiên, nhiều thân cây một lá mầm tăng đường kính bằng sự tăng trưởng thứ cấp bất thường.

### Thân cây thực vật hạt trần

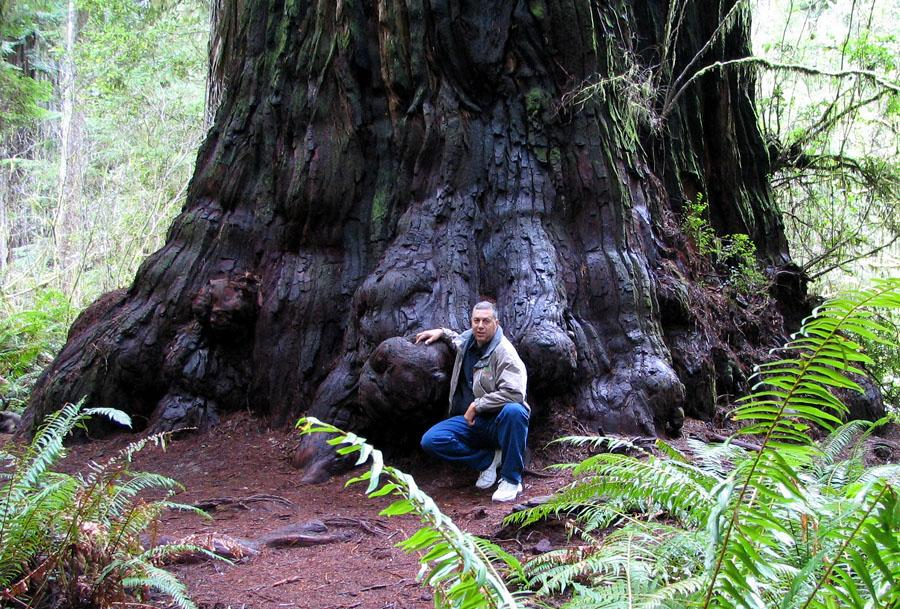
Phần thân của cây gỗ đỏ.

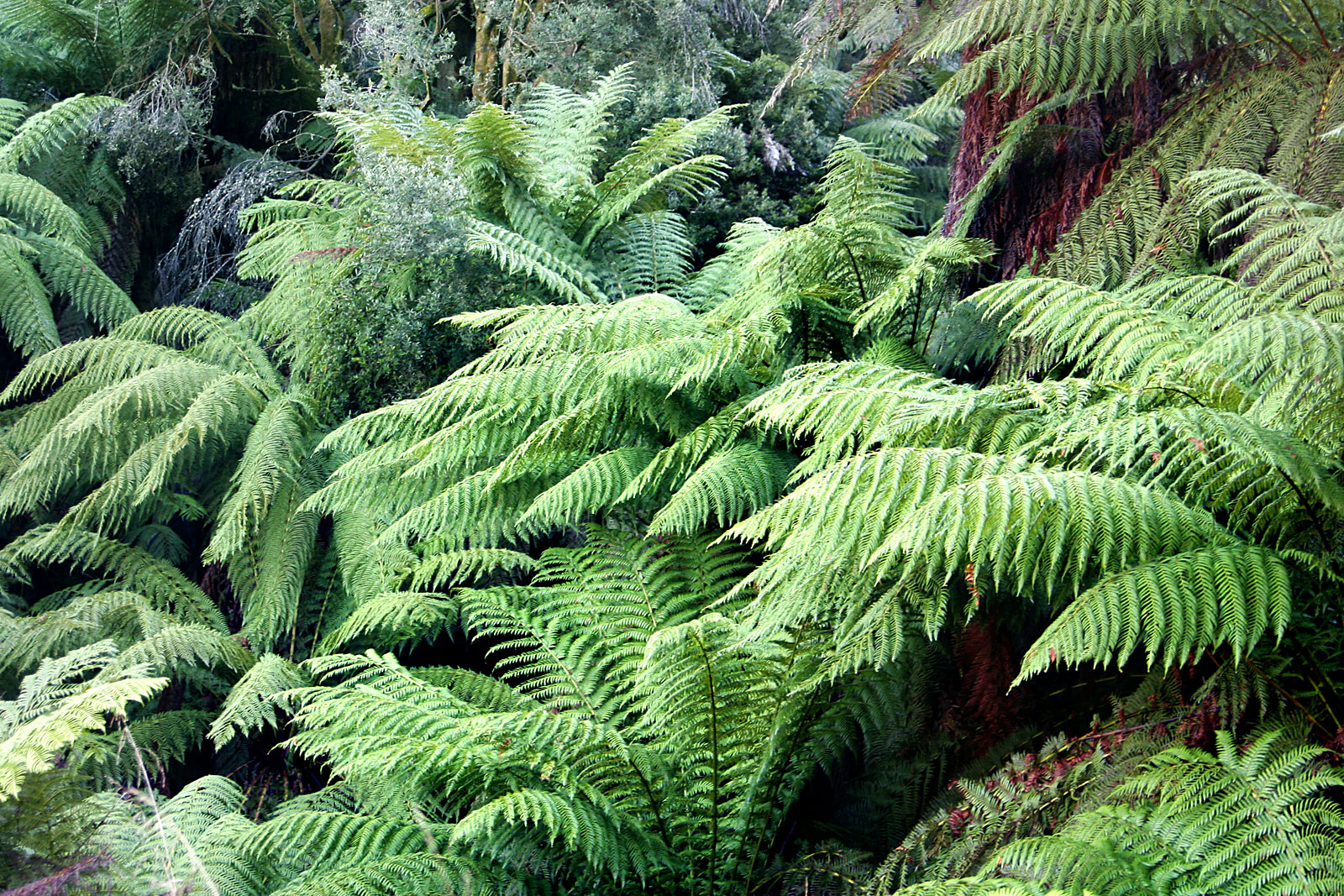
Dương xỉ thân gỗ Tasmania

Tất cả các loài thực vật hạt trần đều là cây thân gỗ. Thân cây của chúng cũng tương tự về cấu trúc như cây hai lá mầm thân gỗ, ngoại trừ việc hầu hết các cây hạt trần chỉ tạo ra tế bào ống (quản bào) trong xylem của chúng, không phải là các mạch được tìm thấy trong cây hai lá mầm. Phần gỗ của thực vật hạt trần cũng thường chứa các ống dẫn nhựa. Gỗ của các cây hai lá mầm được gọi là gỗ cứng, ví dụ như sồi, phong và óc chó. Ngược lại, gỗ mềm là của các cây hạt trần, chẳng hạn như thông, vân sam và linh sam.

### Thân dương xỉ
Hầu hết các loài dương xỉ có thân rễ nhưng không có thân thẳng đứng. Trường hợp ngoại lệ là dương xỉ thân gỗ, với thân cây thẳng đứng cao đến khoảng 20 mét. Giải phẫu phần thân của dương xỉ cũng phức tạp hơn so với các cây hai lá mầm vì thân dương xỉ thường có một hoặc nhiều khe lá trong mặt cắt ngang. Khe lá là nơi mà các mô mạch phân nhánh thành lá lược. Ở mặt cắt ngang, mô mạch không tạo thành một dạng hình trụ hoàn chỉnh, đó là nơi một khe lá tạo thành. Thân dương xỉ có thể có solenostele (trụ cuộn) hoặc dictyostele (trụ lưới) hoặc các biến thể của chúng. Nhiều thân dương xỉ có mô phloem ở cả hai phía của xylem trên mặt cắt ngang.

## Mối quan hệ với các chất hóa học bên ngoài
Các hóa chất bên ngoài như chất ô nhiễm trong không khí, thuốc diệt cỏ và thuốc trừ sâu có thể làm hại cấu trúc thân. Trong trường hợp của thuốc diệt cỏ, nhiều loại hóa chất hoạt động bằng các tác động bề mặt, và các tác nhân khác gây hại thông qua sự hấp thu hóa chất diệt cỏ, mà thường là một loại hóa chất hữu cơ phức tạp.

## Tầm quan trọng về mặt kinh tế
Có hàng ngàn chủng loài mà thân của chúng có giá trị sử dụng kinh tế. Thân cung cấp các vụ mùa ổn định chính chẳng hạn như khoai tây và khoai nước. Thân cây mía cũng là một nguồn cung cấp đường quan trọng. Đường từ cây thích được thu lấy từ thân [[Chi 
Phong|cây thích]]. Các loại rau từ thân cây như măng tây, măng tre, xương rồng đệm (xương rồng nopal), su hào, và củ năng. Hay là gia vị, chẳng hạn như quế là vỏ cây tách ra từ thân. Chất xơ từ những thân cây là phụ gia thực phẩm trong bánh mì, pho mát Parmesan mài, hoặc các loại thực phẩm chế biến sẵn khác. Gôm arabic là một loại phụ gia thực phẩm quan trọng thu được từ thân cây Acacia senegal. Nhựa chicle, nguyên liệu chính trong kẹo cao su, được thu lấy từ các cây chicle.
Nhiều loại thuốc thu được từ thân cây bao gồm ký ninh từ cây Canh ki na, long não được chưng cất từ gỗ của loại cây cùng chi với cây cho quế, và chất giãn cơ curare từ vỏ của các loại dây leo nhiệt đới.
Gỗ được sử dụng theo hàng ngàn cách khác nhau, ví dụ vật liệu xây dựng, đồ nội thất, tàu thuyền, máy bay, xe ngựa, phụ tùng xe hơi, nhạc cụ, dụng cụ thể thao, thanh tà vẹt đường sắt, cột điện, cọc hàng rào, cọc cừ, tăm, que diêm, ván ép, quan tài, ván lợp, ván cong, đồ chơi, cán cầm dụng cụ, khung tranh, lớp gỗ mặt, than gỗ và củi. Bột giấy được sử dụng rộng rãi để làm giấy, bìa, miếng xốp xơ, giấy bóng kính và một số loại chất dẻo và vải quan trọng, chẳng hạn như cellulose acetate và tơ nhân tạo. Thân tre cũng có hàng trăm cách sử dụng, bao gồm giấy, vật liệu xây dựng, đồ nội thất, tàu thuyền, nhạc cụ, cần câu, ống nước, cọc cho cây leo, và giàn giáo. Thân cây cọ và dương xỉ thân gỗ thường được sử dụng để xây dựng. Thân cây sậy cũng là vật liệu xây dựng quan trọng ở một số vùng.
Tanin được sử dụng để thuộc da được lấy từ gỗ của vài loài cây nhất định, chẳng hạn như cây quebracho. Nút bần được lấy từ lớp vỏ bần của cây sồi. Cao su được lấy từ thân cây Hevea brasiliensis. Mây, được sử dụng để làm đồ nội thất và giỏ, được làm từ thân cây cọ nhiệt đới. Các loại xơ libe mà được sử dụng làm vải dệt và dây thừng được thu lấy từ thân của các loại cây, bao gồm lanh, cây gai dầu, đay và gai. Loại giấy đầu tiên đã được lấy từ thân cây cói bởi người Ai Cập cổ đại.
Hổ phách là nhựa cây hóa thạch từ các thân cây, nó được sử dụng làm đồ trang sức và có thể chứa động vật cổ đại. Nhựa từ gỗ cây lá kim được sử dụng để sản xuất nhựa thông và colophan. Vỏ cây thường được sử dụng làm lớp phủ và nơi phát triển trung gian cho các loại cây cảnh. Nó cũng có thể trở thành môi trường sống tự nhiên của địa y.
Một số cây cảnh được trồng chủ yếu vì vẻ hấp dẫn của thân cây, ví dụ như:
- Vỏ cây bạch dương trắng
- Nhánh xoắn của loài liễu xoắn và thân cây phỉ
- Lớp vỏ tróc màu đỏ của cây phong paperback.